# Алваро Одриосола
Алваро Одриосола Арсалюс (на испански: Álvaro Odriozola Arzallus) е испански футболист играещ като десен защитник за испанския отбор на Реал Сосиедад.

## Клубна кариера

### Реал Сосиедад
Роден е в град Сан Себастиан, който се намира в баската автономна област, Одриосола се присъединява към школата на Реал Сосиедад през 2006 г. на десетгодишна възраст. На 1 септември 2013 г. прави своя дебют за втория отбор на Сосиедад при загубата с 0:3 срещу Лас Палмас Атлетико в Сегунда дивисион Б, а през същия месец прави дебют и в Младежката лига на УЕФА.
През сезон 2014/15 е вече постоянен играч във втория отбор и вкара първия си гол на 6 септември 2014 г., при домакинската победа с 3:0 срещу Реал Унион. На 16 януари 2017 г., e извикан в първия отбор като така прави дебют и в Ла Лига при победата като гост с 2:0 срещу отбора на Малага. До края на сезона той играе в още 16 мача за първия отбор на Реал Сосиедад.
На 10 юни 2017 г., Алваро подписва договор със Сосиедад до 2022 г. и така окончателно преминава в основния отбор за сезон 2017/18 г. С добрата си игра той бързо се превръща в неизменна част от отбора, а така привлича и интереса от други отбори.

### Реал Мадрид
На 5 юли 2018 г. Реал Мадрид постига споразумение с Реал Сосиедад за подписа на Одриосола, като така се превръща в първото лятно попълнение на отбора от Мадрид. Подписва за период от 6 години за сума от 30 милиона евро, плюс 5 милиона евро допълнителни бонуси. На 18 юли е официално представен като футболист на Реал Мадрид и ще носи фланелка с номер 19.

## Успехи

### Реал Мадрид
- Примера дивисион: 2019/20
- Купа на краля: 2022/23
- Световно клубно първенство на ФИФА: 2018, 2022

### Байерн Мюнхен
- Бундеслига: 2019/20
- Купа на Германия: 2019/20
- Шампионска лига: 2019/20